# Walenty Czerski
Walenty Czerski herbu Ogończyk – szafarz poborów ziemi dobrzyńskiej w 1590 roku.
Poseł na sejm koronacyjny 1574 roku z ziemi dobrzyńskiej.